# Changchunbu
Changchunbu (kinesiska: 长春堡, 长春堡镇) är en köping i Kina. Den ligger i provinsen Guizhou, i den sydvästra delen av landet, omkring 160 kilometer nordväst om provinshuvudstaden Guiyang. Antalet invånare är 38896. Befolkningen består av 19 012 kvinnor och 19 884 män. Barn under 15 år utgör 36 %, vuxna 15-64 år 55 %, och äldre över 65 år 8,0 %.